# Сергієвський (парк-пам'ятка садово-паркового мистецтва)
Сергі́ївський парк — парк-пам'ятка садово-паркового мистецтва місцевого значення в Україні. Об'єкт розташований на території Білгород-Дністровського району Одеської області, в смт Сергіївка.
Площа — 18 га. Статус отриманий у 1993 році. Перебуває у віданні Сергіївської селищної ради.
Парк створювався поруч з туркомплексом «Південний» фахівцями Кишинівського ботанічного саду Молдавської Академії наук приблизно у 1985–90 рр. Тут зростає понад 120 видів дерев і кущів, у тому числі екзотичних та рідкісних.